# La Habra Heights
La Habra Heights é uma cidade localizada no estado americano da Califórnia, no Condado de Los Angeles. Foi incorporada em 4 de dezembro de 1978.

## Geografia
De acordo com o United States Census Bureau, a cidade tem uma área de 15,9 km², onde todos os 15,9 km² estão cobertos por terra.

### Localidades na vizinhança
O diagrama seguinte representa as localidades num raio de 8 km ao redor de La Habra Heights.

## Demografia
Segundo o censo nacional de 2010, a sua população é de 5 325 habitantes e sua densidade populacional é de 333,77 hab/km². Possui 1 880 residências, que resulta em uma densidade de 117,84 residências/km².